# يانيك
يانيك (بالفرنسية: Yannick)‏ هو مغني فرنسي، ولد في 19 ديسمبر 1978 في باريس في فرنسا.

## وصلات خارجية
- الموقع الرسمي
- يانيك على موقع IMDb (الإنجليزية)
- يانيك على موقع ميوزك برينز (الإنجليزية)
- يانيك على موقع ديسكوغز (الإنجليزية)
- يانيك على موقع قاعدة بيانات الفيلم (الإنجليزية)